# Mont Lindesay
Le mont Lindesay (1 195 m) se trouve à environ 200 km au sud de Brisbane, au Queensland, en Australie. Il fait partie de la chaîne McPherson.
La montagne rappelle un peu, par sa forme, un volcan — bien que ce n'en soit pas un — ou un gâteau de mariés à plusieurs niveaux. Elle est couverte d'une forêt tropicale dense.
Le mont Lindesay est situé dans un parc national traversé par la frontière entre Nouvelle-Galles du Sud et Queensland. Le parc porte le nom de parc national du mont Barney au Queensland et parc national des Border Ranges en Nouvelle-Galles du Sud.
Pour atteindre le sommet, il faut faire une escalade très raide.
La Mount Lindesay Highway passe à proximité du mont Lindesay.